# Ver sacrum

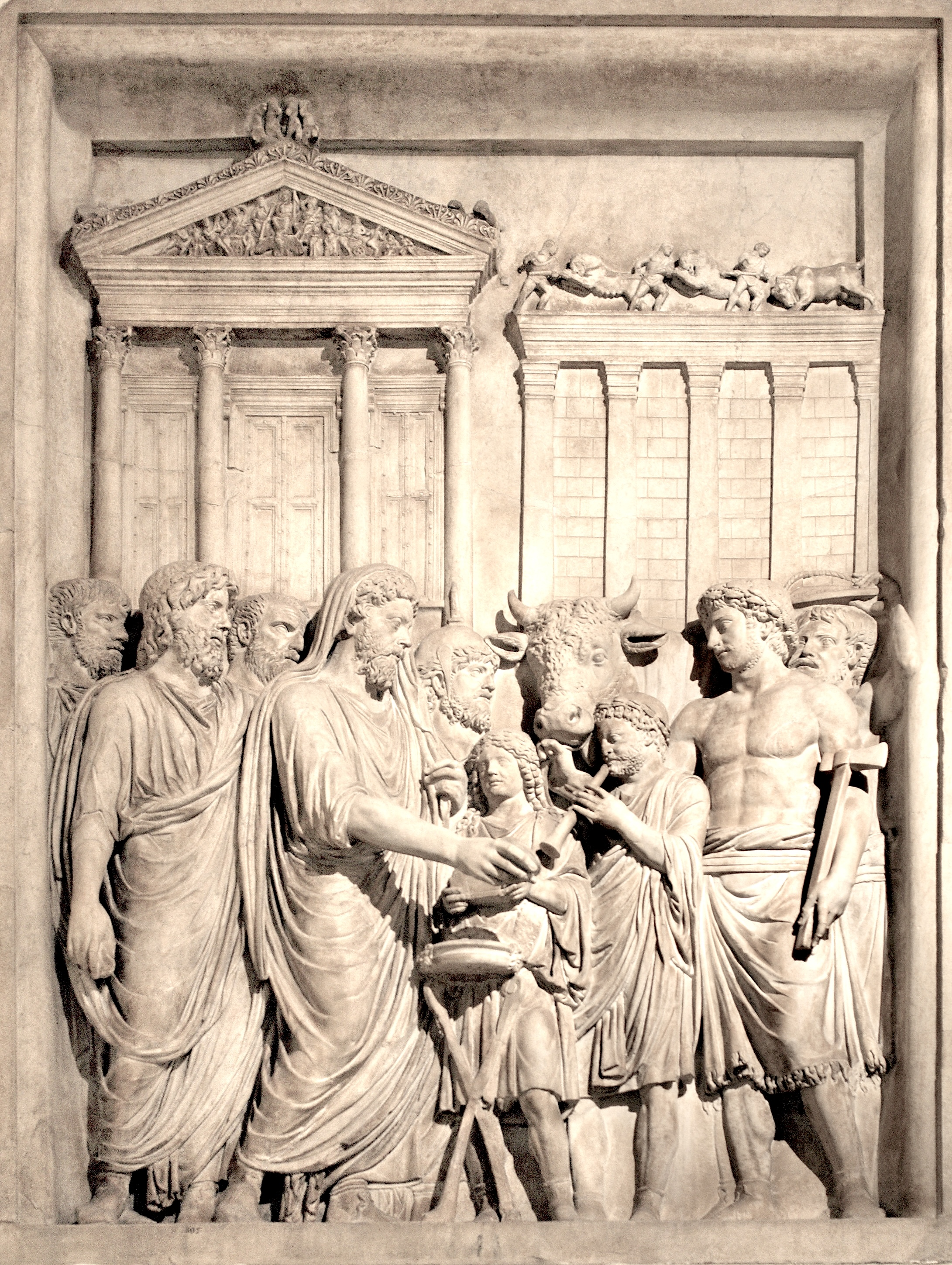
Marcus Aurelius (huvudet täckt)
offrar vid Jupiters tempel.

Ver sacrum (latin: helgad vår) är ett fornitaliskt offer till Mars eller Jupiter, vilka lovades återväxten under en vår. Djur och gröda offrades, medan människor som föddes under den aktuella perioden måste utvandra när de blev vuxna. Offret tillgreps under nödperioder.